# Santa Cruz del Quiché
Pour les articles homonymes, voir Santa Cruz.
Santa Cruz del Quiché est une ville du Guatemala.